# Sam Greenwood
Sam Greenwood (Sunderland, 26 de enero de 2002) es un futbolista británico que juega en la demarcación de delantero en el Leeds United F. C. de la Premier League.

## Biografía
Tras formarse como futbolista en las categorías inferiores del Leeds United F. C., finalmente el 15 de septiembre de 2018 debutó con el primer equipo en la Copa de la Liga contra el Crawley Town F. C. Su debut en la Premier League se produjo el 18 de diciembre de 2021 contra el Arsenal F. C. El encuentro finalizó con un resultado de 1-4 a favor del conjunto londinense tras los goles de Bukayo Saka, Emile Smith Rowe y un doblete de Gabriel Martinelli para el Arsenal, y de Raphinha para el Leeds.
Disputó un total de 35 partidos, 25 de ellos en la Premier League, y el 31 de agosto de 2023 fue cedido al Middlesbrough F. C. La siguiente campaña acumuló otra cesión, en esta ocasión en el Preston North End F. C.

## Clubes
Actualizado al último partido disputado en la temporada 2024-25.
| Club                             | País       | Año       | Partidos | Goles |
| -------------------------------- | ---------- | --------- | -------- | ----- |
| Leeds United F. C.               | Inglaterra | 2021-2023 | 35       | 1     |
| Middlesbrough F. C. (cedido)     | Inglaterra | 2023-2024 | 38       | 5     |
| Preston North End F. C. (cedido) | Inglaterra | 2024-2025 | 45       | 7     |
| Leeds United F. C.               | Inglaterra | 2025-     |          |       |